# 六郷村 (群馬県群馬郡)
六郷村（ろくごうむら）は、群馬県の中部、群馬郡に属していた村である。

## 地理
- 河川：烏川

## 歴史
- 1889年（明治22年）4月1日 町村制施行により、周辺6村（筑縄村、上小塙村、下小塙村、上小鳥村、下小鳥村、上並榎村）が合併し西群馬郡六郷村が成立する。
- 1896年（明治29年）4月1日 郡統合（西群馬郡と片岡郡の統合）により群馬郡に属する。
- 1951年（昭和26年）4月1日 高崎市へ編入する。